# Berta Sablatnig
Berta Sablatnig (* 6. Februar 1925; † 10. Oktober 2008) war eine österreichische Hochspringerin.
Bei den Europameisterschaften 1950 in Brüssel wurde sie Achte. 1951 siegte sie bei der Internationalen Universitätssportwoche. Bei den Europameisterschaften 1954 in Bern kam sie auf den 13. Platz.
Viermal wurde sie Österreichische Meisterin (1950, 1953–1955). Ihre persönliche Bestleistung von 1,58 m stellte sie am 30. Juli 1954 in Leoben auf, was zugleich damaligen Wiener Rekord darstellte. Bei einem Länderwettkampf gegen Italien am 7. August 1954 in Linz konnte sie ihren Rekord wiederholen.